# Catedral de San José (Avarua)
La Catedral de San José (en inglés: St. Joseph's Cathedral) es el nombre que recibe un edificio religioso perteneciente a la Iglesia Católica que se encuentra ubicado en la ciudad de Avarua al norte de la isla de Rarotonga  la isla más grande y más poblada de las Islas Cook un territorio dependiente de Nueva Zelanda en el Océano Pacífico.
El templo sigue el rito romano o latino y es la iglesia madre de la diócesis de Rarotonga (Dioecesis Rarotongana) que tiene jurisdicción sobre las Islas Cook y Niue y que fue creada como prefectura apostólica en 1922 siendo elevada a su actual estatus en 1966 mediante la bula "Prophetarum voces" del papa Pablo VI.
Esta bajo la responsabilidad pastoral del obispo Paul Donoghue. En su interior destacan sus vitrales en los que se representan escenas y personas de la biblia.